# Tái tổ hợp không tương đồng

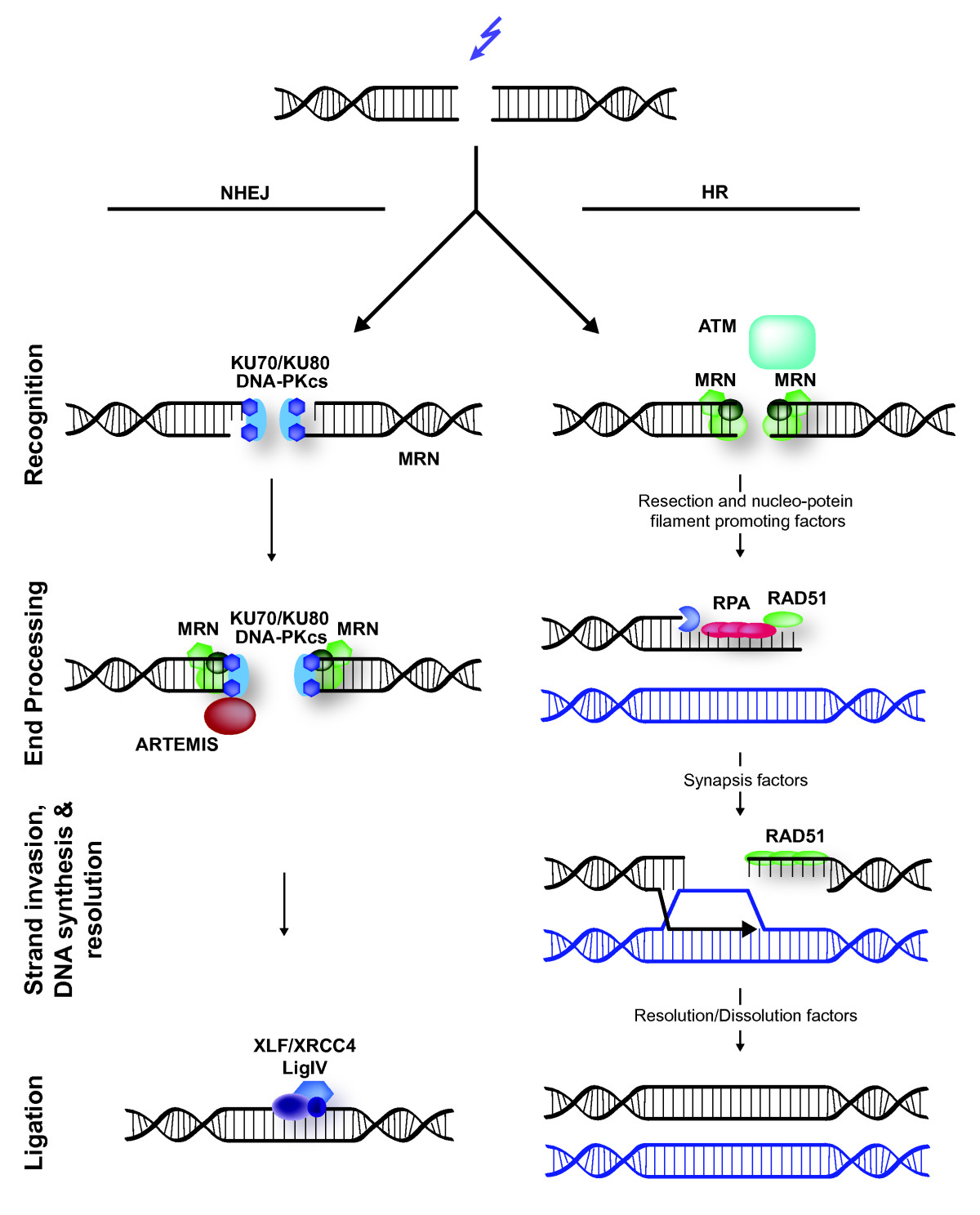
Hình 1: Sơ đồ mô tả tái tổ hợp không tương đồng (bên trái) và tái tổ hợp tương đồng (bên phải).

Tái tổ hợp không tương đồng là sự trao đổi vật liệu di truyền giữa hai phân tử axit nuclêic không tương đồng với nhau và không có trao đổi tương hỗ với nhau. Đây là một thuật ngữ trong di truyền học phân tử, xuất xứ từ tiếng Anh non-homologous recombination (viết tắt là NHR).

## Nội dung khái niệm

### Tái tổ hợp tương đồng
- Ở cấp độ tế bào, tái tổ hợp tương đồng là sự trao đổi đoạn tương hỗ giữa hai nhiễm sắc thể tương đồng không chị em có chứa các lô-cut gen tương tự nhau, dẫn đến quá trình hoán vị gen mà T.H. Morgan đã nêu ra từ hơn một thế kỉ trước đây.
- Ở cấp độ phân tử, tái tổ hợp tương đồng là sự trao đổi vật liệu di truyền giữa hai chuỗi nuclêôtit của hai DNA tương đồng với nhau.[3] Thực chất của sự trao đổi này là sự sửa chữa lại chuỗi nuclêôtit của DNA này dựa trên mẫu của DNA kia.[1] Trong hình 1, cơ chế tái tổ hợp tương đồng được mô tả bởi sơ đồ bên phải, trong đó các enzim tái tổ hợp (recombination enzymes) đã tổng hợp nên đoạn mới thay cho đoạn bị đứt, nhờ vào khuôn mẫu của DNA kia, gây cảm giác mà người ta thường gọi là "trao đổi chéo".[4] Do sự phát triển của di truyền học phân tử, các nhà khoa học còn phát hiện hiện tượng tái tổ hợp tương đồng ở vi khuẩn - nhóm sinh vật chỉ có một nhiễm sắc thể, mà không có cặp tương đồng (xem trang RecBCD), nghĩa là nội hàm khái niệm được mở rộng.

### Tái tổ hợp không tương đồng
- Ở mức độ đơn giản, trong kiểu tái tổ hợp gen có nội dung ngược lại với tái tổ hợp tương đồng nói trên thì kiểu tái tổ hợp này gọi là tái tổ hợp không tương đồng. Lúc này, có sự chuyển đổi các lô-cut gen trong cả hệ gen của sinh vật mà không hề có sự trao đổi tương hỗ lẫn nhau giữa các DNA. Nghĩa là đoạn DNA bị cắt, di chuyển sang vị trí khác, rồi kết nối vào vị trí mới, không có sự trao đổi ngược lại (hình 2).Do đó có sự chuyển vị gen mà không có gen hoán vị, cũng như không có trao đổi các alen theo kiểu "có đi, có lại".
- Ở cấp độ phân tử, sự sửa chữa DNA sau khi bị cắt không có "mẫu" là chuỗi nuclêôtit tương đồng, như mô tả ở sơ đồ bên trái của hình 1.[1][5][6]

## Lược sử
Khái niệm tương tự được cho là do Moore và Haber đề xuất vào năm 1996, mà hai ông gọi là "kết nối không tương đồng" (nguyên gốc tiếng Anh: non-homologous end-joining, viết tắt là NHEJ).